# Analisi prescrittiva
L'analisi prescrittiva è la terza e ultima fase dell'analisi di business (BA) la quale include anche l'analisi descrittiva e predittiva.

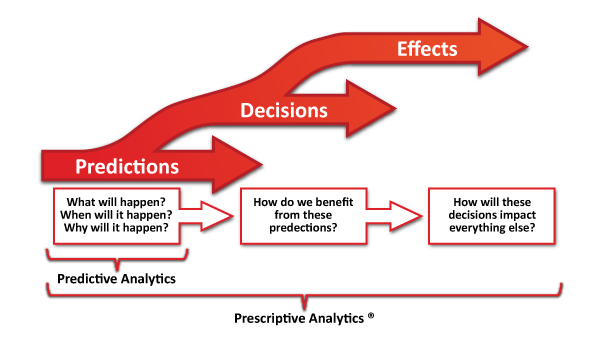
Analisi prescrittiva estesa oltre l'analisi predittiva specificando sia le azioni necessarie per raggiungere i risultati predetti e gli effetti correlati di ogi decisione

Questa fase di analisi usa i suggerimenti delle applicazioni delle scienze matematiche e computazionali per trarre dei vantaggi dai risultati delle analisi descrittive e predittive.
Solitamente, in una prima fase viene fatta un'analisi descrittiva, ampiamente usata nella maggioranza degli ambiti aziendali odierni e risponde alla domanda di cosa sia accaduto e perché.
In seguito si fa o si dovrebbe fare un'analisi predittiva che risponde alla domanda di cosa accadrà: dati storici vengono combinati con regole, algoritmi e occasionalmente dati esterni all'azienda o organizzazione per determinare un probabile accadimento. Infine la fase di analisi prescrittiva che si prepone di consigliare azioni a beneficio delle predizioni e mostrarne le relative implicazioni e del perché accadranno.

## Storia

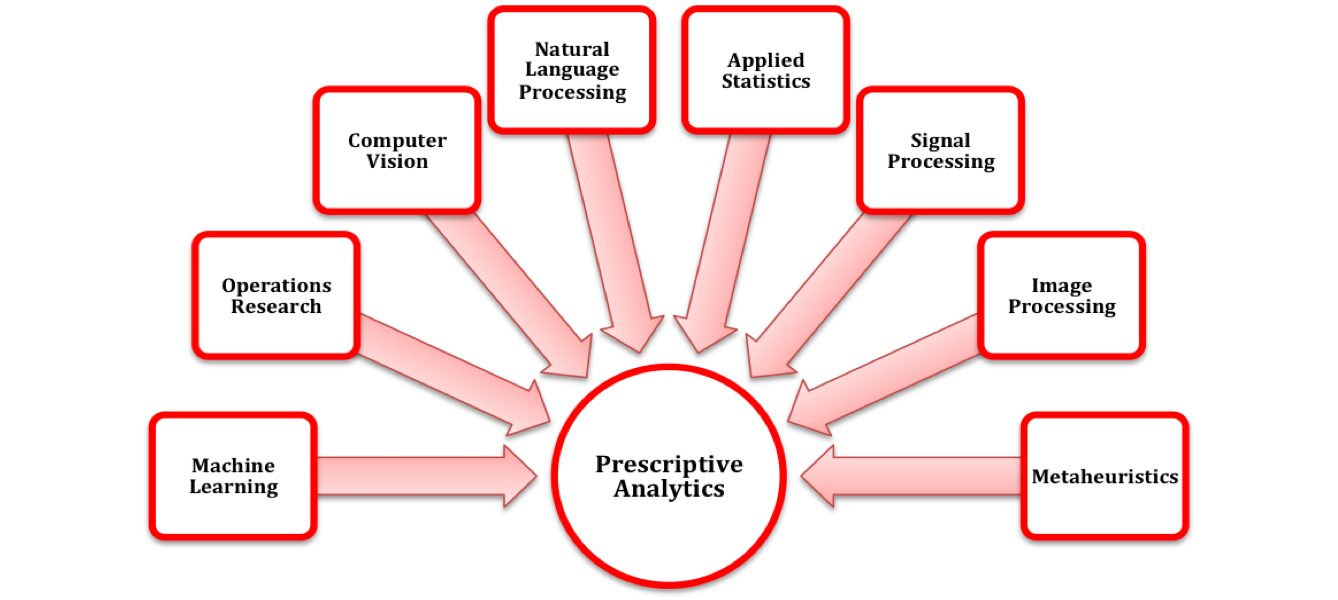